# The Optimist
The Optimist es el undécimo álbum de estudio del grupo musical británico Anathema, lanzado el 9 de junio de 2017 por Kscope.
El álbum presenta una nueva actualización en el sonido de la banda, más moderna y electrónica que el álbum anterior, un camino que fue parcialmente tomado por los Distant Satellite anteriores. Según las declaraciones de la banda, el álbum es un concepto vinculado a los temas del álbum de 2001 A Fine Day to Exit

| N.º | Título              | Letras                                            | Duración |  |
| 1.  | «32.63N 117.14W»    | (Daniel Cavanagh, Vincent Cavanagh, John Douglas) | 1:18     |  |
| 2.  | «Leaving It Behind» | (John Douglas, Vincent Cavanagh)                  | 4:27     |  |
| 3.  | «Endless Ways»      | (Daniel Cavanagh                                  | 5:49     |  |
| 4.  | «The Optimist»      | (Vincent Cavanagh)                                | 5:37     |  |
| 5.  | «San Francisco»     | (Daniel Cavanagh, Vincent Cavanagh)               | 4:59     |  |
| 6.  | «Springfield»       | (Daniel Cavanagh)                                 | 5:49     |  |
| 7.  | «Ghosts»            | (Daniel Cavanagh)                                 | 4:17     |  |
| 8.  | «Can't Let Go»      | (John Douglas, Vincent Cavanagh)                  | 5:00     |  |
| 9.  | «Close Your Eyes»   | (Daniel Cavanagh)                                 | 3:39     |  |
| 10. | «Wildfires»         | (Daniel Cavanagh)                                 | 5:40     |  |
| 11. | «Back to the Start» | (John Douglas, Vincent Cavanagh)                  | 11:41    |  |